# Edward Howard
Edward Howard (1476/1477 – 25 aprile 1513) è stato un ammiraglio britannico.
Fu il primo membro della famiglia Howard ad ottenere fama nella marina inglese.

## Biografia
Era figlio di Thomas Howard, Conte del Surrey ed in seguito duca di Norfolk, e della prima moglie Elizabeth Tilney. Suo fratello maggiore Thomas sarebbe diventato il terzo duca di Norfolk alla morte di loro padre.
Edward come figlio cadetto non poteva aspirare ad ottenere terre e titoli della famiglia e, per sopravvivere, iniziò la carriera militare nell'agosto 1492 all'età di 15 anni sotto il comando di Sir Edward Poynings nell'assedio di Sluys.
Nel 1497 a suo padre,  venne dato il comando in Scozia e porto con lui i figli Thomas ed Edward.
Sebbene nessun combattimento rilevante prese luogo, Surrey creò cavalieri entrambi i figli nel castello di Ayton nel settembre del 1502.
Nel 1503 Howard fu tra coloro che scortarono in Scozia la principessa Margherita Tudor per andare sposa al re Giacomo IV di Scozia.
Quando il re Enrico VII d'Inghilterra morì il 21 aprile 1509, Howard ebbe un ruolo rilevante nel torneo organizzato per celebrare l'incoronazione del nuovo re Enrico VIII e fu da lui nominato proprio Portabandiera il 20 maggio 1509.

## Carriera navale
Tra il giugno e l'agosto del 1511 Howard venne pagato oltre £600 per equipaggiare le navi per il trasporto di "mercanti avventurieri"; sia Raphael Holinshed che la Ballata di Andrew Barton riportano che nel corso di queste operazioni Edward e Thomas Howard catturarono le navi dell'avventuriero scozzese Andrew Barton. Barton stava navigando sulla nave da guerra Lion e la piccola Jennet of Purwyn con una Lettera di corsa reale che gli dava licenza di saccheggiare le navi portoghesi. Entrambe le navi furono catturate e portate a Blackwall. Andrew Barton fu ucciso durante la loro cattura.
Quando la guerra con la Francia scoppiò nell'aprile del 1512, Howard fu nominato ammiraglio di una flotta di 18 navi mandate dal re a vigilare i mari tra Brest e l'estuario del Tamigi. Howard raccolse vascelli di varie nazionalità con il pretesto che stessero trasportando merci francesi. All'inizio di giugno, scortò verso la Bretagna l'esercito che Enrico VIII stava mandando in Francia, sotto il comando di Thomas Grey, II marchese di Dorset, con la speranza di recuperare la Guinea. Howard poi assaltò Le Conquet e Crozon sulla costa bretone. Durante giugno e luglio del 1512 Howard di fatto controllava la Manica e si disse che aveva catturato oltre 60 vascelli. Da agosto una flotta francese si era radunata a Brest. Howard attaccò nella battaglia di Saint-Mathieu che ne conseguì le due navi più grandi, la Regent e la Marie de la Cordelière furono distrutte quando il deposito armi della Marie esplose. Sebbene imbattuta, la Francia si ritirò. Il 10 ottobre il mostrò la sua riconoscenza premiando Howard con 100 marchi annui e la nomina a Lord grand'ammiraglio avuta da John de Vere, XV conte di Oxford.
Luigi XII di Francia mobilitò la flotta francese per fronteggiare la minaccia inglese. Intanto il 10 marzo 1513 il conte di Oxford morì e Howard divenne Lord Admiral. Il 19 marzo partì dal Tamigi raggiungendo Plymouth il 5 aprile. Senza attendere le navi di scorta, partì da Plymouth e trovò la flotta francese che si ritirava a Brest. Howard perse una nave su una roccia nascosta e il 22 aprile venne attaccato dalle galee di Bidoux, i cui pesanti cannoni affondarono su un'altra nave. Il 25 aprile Howard decise di attaccare le galee con le sue imbarcazioni più piccole conosciute come chiatte a remi. Howard guidò in persona l'attacco su una ammiraglia di Bidoux. Durante il combattimento fu spinto sul lato della galea e affogò a causa della pesantezza della sua armatura. Sia il suo corpo che il suo piffero d'argento, distintivo dell'ufficio di Lord Admiral, furono rinvenuti tre giorni dopo e consegnati a Bidoux sulla Le Conquet, che mandò l'armatura come trofeo alla principessa Claudia, figlia del re, e il piffero alla regina Anna.
Demoralizzato dalla morte di Howard e a corto di rifornimenti, la flotta inglese retroagì a Plymouth, dove Thomas prese il comando. I francesi furono incapaci di sfruttare la morte di Howard e dopo le campagne vittoriose inglesi in Piccardia e Scozia una tregua fu raggiunta nel marzo 1514.
Howard era stato eletto cavaliere dell'ordine della Giarrettiera ma morì prima di esserne investito.

## Ascendenza
|                                   |                   |                          | Genitori                             |  |  | Nonni |  |  | Bisnonni          |  |  | Trisnonni       |  |
|                                   |                   |                          |                                      |  |  |       |  |  | Sir Robert Howard |  |  | Sir John Howard |  |
|                                   |                   |                          |                                      |  |  |       |  |  | Sir Robert Howard |  |  | Sir John Howard |  |
|                                   |                   | Alice Tendring           |                                      |  |  |       |  |  | Sir Robert Howard |  |  |                 |  |
| John Howard, I duca di Norfolk    |                   |                          |                                      |  |  |       |  |  | Sir Robert Howard |  |  |                 |  |
|                                   |                   | Lady Margaret de Mowbray | Thomas de Mowbray, I duca di Norfolk |  |  |       |  |  |                   |  |  |                 |  |
|                                   |                   | Lady Margaret de Mowbray | Thomas de Mowbray, I duca di Norfolk |  |  |       |  |  |                   |  |  |                 |  |
|                                   |                   | Lady Margaret de Mowbray | Elizabeth FitzAlan                   |  |  |       |  |  |                   |  |  |                 |  |
| Thomas Howard, II duca di Norfolk |                   | Lady Margaret de Mowbray |                                      |  |  |       |  |  |                   |  |  |                 |  |
|                                   |                   | William de Moleyns       | William de Moleyns                   |  |  |       |  |  |                   |  |  |                 |  |
|                                   |                   | William de Moleyns       | William de Moleyns                   |  |  |       |  |  |                   |  |  |                 |  |
|                                   |                   | William de Moleyns       | Margery                              |  |  |       |  |  |                   |  |  |                 |  |
| Katherine de Moleyns              |                   | William de Moleyns       |                                      |  |  |       |  |  |                   |  |  |                 |  |
|                                   |                   | Anne Whalesborough       | Sir John Whalesborough               |  |  |       |  |  |                   |  |  |                 |  |
|                                   |                   | Anne Whalesborough       | Sir John Whalesborough               |  |  |       |  |  |                   |  |  |                 |  |
|                                   |                   | Anne Whalesborough       | Joan Raleigh                         |  |  |       |  |  |                   |  |  |                 |  |
| Edward Howard                     |                   | Anne Whalesborough       |                                      |  |  |       |  |  |                   |  |  |                 |  |
|                                   | Sir Philip Tilney | Sir Frederick Tilney     |                                      |  |  |       |  |  |                   |  |  |                 |  |
|                                   | Sir Philip Tilney | Sir Frederick Tilney     |                                      |  |  |       |  |  |                   |  |  |                 |  |
|                                   | Sir Philip Tilney | Margaret Rochford        |                                      |  |  |       |  |  |                   |  |  |                 |  |
| Sir Frederick Tilney              | Sir Philip Tilney |                          |                                      |  |  |       |  |  |                   |  |  |                 |  |
|                                   |                   | Isabel Thorpe            | Sir Edmund Thorpe                    |  |  |       |  |  |                   |  |  |                 |  |
|                                   |                   | Isabel Thorpe            | Sir Edmund Thorpe                    |  |  |       |  |  |                   |  |  |                 |  |
|                                   |                   | Isabel Thorpe            | Joan Northwood                       |  |  |       |  |  |                   |  |  |                 |  |
| Elizabeth Tilney                  |                   | Isabel Thorpe            |                                      |  |  |       |  |  |                   |  |  |                 |  |
|                                   |                   | Sir Lawrence Cheney      | Sir William Cheney                   |  |  |       |  |  |                   |  |  |                 |  |
|                                   |                   | Sir Lawrence Cheney      | Sir William Cheney                   |  |  |       |  |  |                   |  |  |                 |  |
|                                   |                   | Sir Lawrence Cheney      | Catherine Pabenham                   |  |  |       |  |  |                   |  |  |                 |  |
| Elizabeth Cheney                  |                   | Sir Lawrence Cheney      |                                      |  |  |       |  |  |                   |  |  |                 |  |
|                                   |                   | Elizabeth Cockayne       | John Cockayne                        |  |  |       |  |  |                   |  |  |                 |  |
|                                   |                   | Elizabeth Cockayne       | John Cockayne                        |  |  |       |  |  |                   |  |  |                 |  |
|                                   |                   | Elizabeth Cockayne       | Ida de Grey                          |  |  |       |  |  |                   |  |  |                 |  |
|                                   |                   | Elizabeth Cockayne       |                                      |  |  |       |  |  |                   |  |  |                 |  |